# 殷文琦
殷文琦（1965年—2019年10月15日），是一位臺灣作曲人、編曲人、音樂製作人，1987年左右正式入行，出道作品為李翊君的《珍重再見》，此後曾參與多位歌手的歌曲作曲、編曲，代表作品包括張鎬哲的《北風》、張學友的《吻別》。2019年10月15日，因胃癌而病逝，享年54歲。